# Easley (Carolina del Sur)
Easley es una ciudad ubicada en el condado de Pickens y condado de Anderson en el estado estadounidense de Carolina del Sur. La ciudad en el año 2000 tiene una población de 17.754 habitantes en una superficie de 27.6 km², con una densidad poblacional de 644.3 personas por km². 
Easley ha sido sede de la Big League World Series durante varios años. Se encuentra ubicada a poca distancia al este del río Saluda.

## Geografía
Easley se encuentra ubicada en las coordenadas 34°49′24″N 82°35′25″O / 34.82333, -82.59028. Según la Oficina del Censo, la ciudad tiene un área total de 27,6 km² (10,7 mi²), de la cual 27,6 km² (10,7 mi²) es tierra y 0 km² (0 mi²) (0.0%) es agua.

## Demografía
En el 2000 la renta per cápita promedia del hogar era de $38.204, y el ingreso promedio para una familia era de $47.867. El ingreso per cápita para la localidad era de $20.965. En 2000 los hombres tenían un ingreso per cápita de $35.399 contra $25.443 para las mujeres. Alrededor del 10.90% de la población estaba bajo el umbral de pobreza nacional. 